# Bakraufarfita Records
Bakraufarfita Records ist ein 2004 gegründetes Punk-Musiklabel aus Berlin.

## Geschichte
Das Label wurde 2004 vom Musiker Bönx und Software-Entwickler Fö in Hamburg gegründet. Erste Veröffentlichung war das Debütalbum der Berliner SkaPunk-Band Delikat. Größere Erfolge waren die Bands Schrappmesser oder 100 Kilo Herz, deren Album Stadt Land Flucht im Jahr 2020 Platz 19 in den LP-Charts erreichte.

## Bekannte Künstler (Auswahl)
- 100 Kilo Herz
- The toten Crackhuren im Kofferraum
- Inwiefern
- Lulu & die Einhornfarm
- Der dumme August
- Tomas Tulpe